# Oliver Lerch
Oliver Lerch (* 8. September 1969) ist ein ehemaliger deutscher Fußballspieler.

## Werdegang
Der Torwart Oliver Lerch begann seine Karriere beim Amateurverein SV Nienhagen und kam über Eintracht Celle im Sommer 1986 zu Eintracht Braunschweig. Sein Profidebüt gab Oliver Lerch am 7. März 1992 beim 1:0-Sieg der Braunschweiger gegen Fortuna Köln. In der Zweitligasaison 1992/93 war Lerch Stammspieler, konnte aber den Abstieg seiner Mannschaft in die Oberliga Nord nicht verhindern. In der folgenden Saison wurde Lerch mit der Eintracht Vizemeister, scheiterte aber in der Aufstiegsrunde an Fortuna Düsseldorf. Am Saisonende wechselte er zum FC Gütersloh.